# Auli (Ucrania)
Auli (en ucraniano: Аули) es un pueblo ucraniano perteneciente al óblast de Dnipropetrovsk. Situado en el centro del país, es parte del raión de Kamianské y parte del municipio (hromada) Krinichkí.

## Toponimia
El nombre del lugar en ruso es Auli (en ruso: Аулы, romanizado: Auly). 

## Geografía
Auli se encuentra en la margen derecha del embalse de Kamianské, 28 km al norte de Krinichkí, 21 km al noroeste de Kamianské y a 62 km de Dnipró.   

## Historia
Auli fue fundada en el siglo XVIII durante la época del Sich de Zaporiyia, ya que en esta zona había invernantes. Después de la liquidación de Sich, el pueblo se incluyó en parte del asentamiento estatal de Romankovo. La ubicación de Auli cerca del Dniéper navegable y de las rutas comerciales contribuyó al aumento de la población.   
Durante la Segunda Guerra Mundial, este pueblo estuvo bajo ocupación alemana del 19 de agosto de 1941 al 22 de octubre de 1943. En 1943, durante la ofensiva del ejército soviético, se produjo un cruce del Dniéper alrededor de Auli. Las batallas por la cabeza de puente de Auli, que protegía el cruce, duraron casi un mes.
Debido a la destrucción del embalse del Dniéper para formar el embalse de Dniprodzerzhinsk, la sección costera de Auli quedó inundada, por lo que los residentes de esta parte de la ciudad tuvieron que ser reubicados en un distrito recién creado llamado Novi Aulami (en ruso: Новими Аулами), ubicado en una colina.
Auli fue parte del raión de Krinichki hasta 2020, año en el que se hizo una reforma administrativa que redujo el número de raiones del óblast de Dnipropetrovsk a siete, y la ciudad pasó a ser parte del raión de Kamianské.En 2023, la localidad perdió el estatus de asentamiento de tipo urbano debido a la eliminación de este estatus administrativo.

## Demografía
La evolución de la población de Auli entre 1886 y 2022 fue la siguiente:
| 1945                                                          | 3910 | 6081 | 4975 | 4814 | 4546 | 4328 | 2791 | 4268 | 3922 |
| (Fuente: Cities & Towns of Ukraine y UKRAINE: Größere Städte) |      |      |      |      |      |      |      |      |      |

Según el censo de 2001, la lengua materna de la mayoría de los habitantes, el 95,83%, es el ucraniano; del 3,98% es el ruso.

## Economía
En Auli se encuentra la empresa regional que suministra agua a Kamianské y Dnipró. Otra gran empresa es KP «Aulskaya Chlorotransfer Station», que proporciona cloro líquido a la mayoría de las ciudades de Ucrania.

## Infraestructura

### Transporte
La estación de tren más cercana es Voskobinia en la línea ferroviaria que conecta Kamianské y Verjívtseve. Auli tiene acceso a la autopista H08 que conecta Kamianské y Kremenchuk.